# Pfarrkirche Allerheiligen (Wieden)
Die Pfarrkirche Allerheiligen ist eine römisch-katholische Kirche der Gemeinde Wieden im Schwarzwald. Sie wurde Anfang des 19. Jahrhunderts errichtet. Die zugehörige Pfarrei gehört zur Seelsorgeeinheit Oberes Wiesental im Dekanat Wiesental des Erzbistums Freiburg.

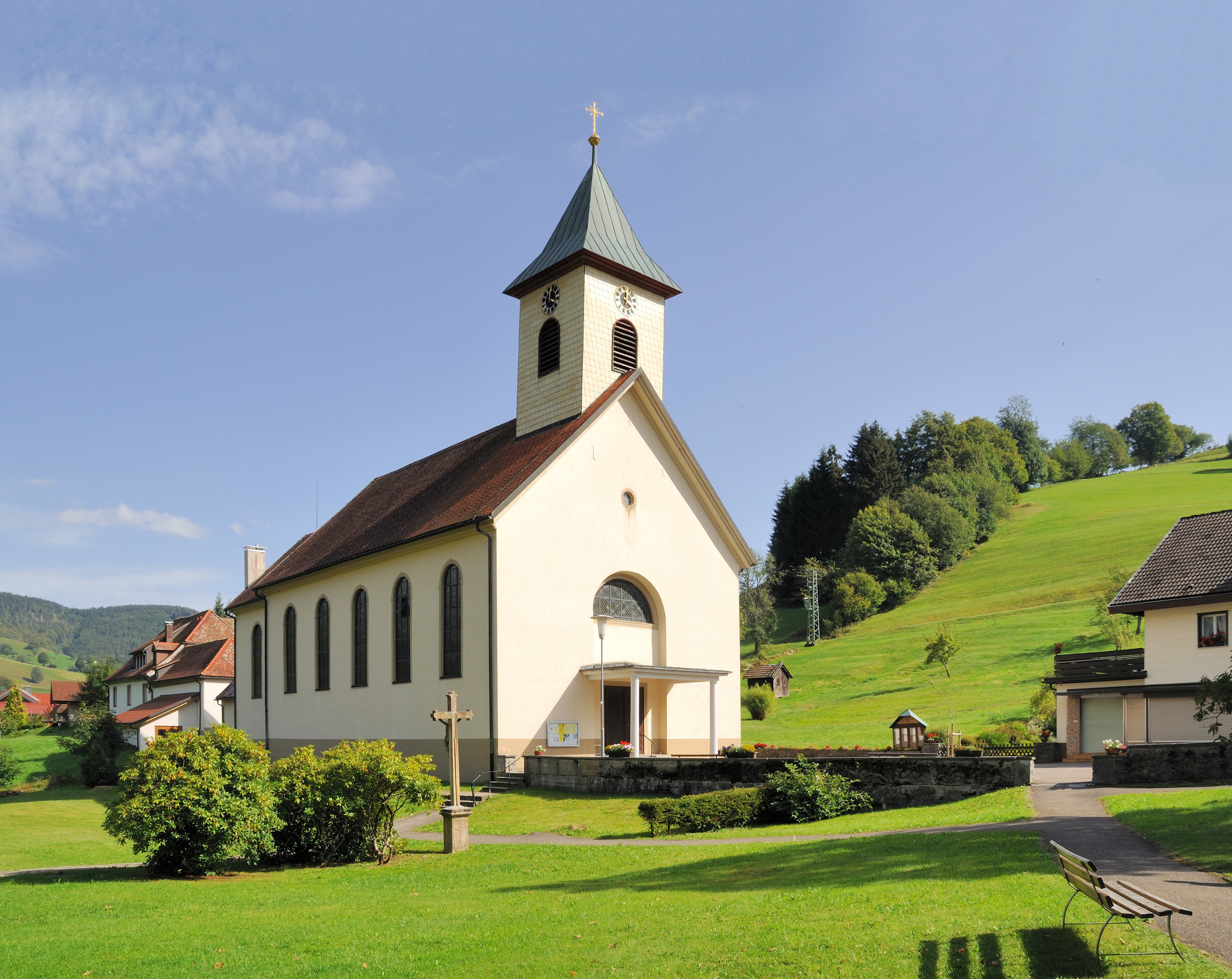
Pfarrkirche Allerheiligen in Wieden

## Geschichte
Wieden wurde erst 1810 in den Stand einer eigenen Pfarrei erhoben. Bis dahin gehörte der Ort zum Kirchspiel von Schönau im Schwarzwald. Die 1808 vom Lörracher Bauinspektor Rebstock entworfenen Pläne zu einer Kirche im romanisch-barocken Stil wurden im selben Jahr genehmigt. Das Gotteshaus wurde in den Jahren 1809 bis 1811 errichtet. Nach Renovierungen in den Jahren 1900 und 1909 wurde das Gotteshaus 1957 umfangreich restauriert. Neben einer neuen Verglasung der Chorfenster wurde Hauptaltar, Ambo und Tabernakel erneuert sowie vom Freiburger Maler und Grafiker Franz-Valentin Hemmerle ein großes Fresko an der Chorrückwand, welches das Pfingstgeschehen zum Thema hat.

## Beschreibung

### Kirchenbau
Die Wiedener Kirche besteht aus einem schlichten, rechteckigen Langhaus mit Satteldach, der sich östlich anschließende rechteckige Chor ist etwas niedriger und ist ebenfalls mit einem Satteldach gedeckt. Östlich des Chors ist ein nochmals niedrigerer Baukörper angegliedert mit separatem Satteldach, in dem sich die Sakristei befindet. An den Längsseiten befinden sich jeweils fünf Fenster mit halbrunden Bögen im Abschnitt des Langhauses und je zwei im Chorbereich.
Der westliche Giebel trägt einen Dachreiter mit leicht eingeknicktem  Pyramidendach, das von Turmkugel und Kreuz bekrönt wird. Der Turmschaft weist nach allen vier Seiten je eine rundbogige Klangarkade und darüber ein Zifferblatt der Turmuhr auf. An der Westfassade befindet sich das Hauptportal, welches von einem auf Rundsäulen getragenen Vordach geschützt wird. Über dem Vordach befindet sich ein halbkreisförmiges Fenster. Neben dem Haupteingang im Westen verfügt die Kirche über einen Nebeneingang im Süden; ein weiterer im Norden wurde später vermauert.

### Innenraum und Ausstattung

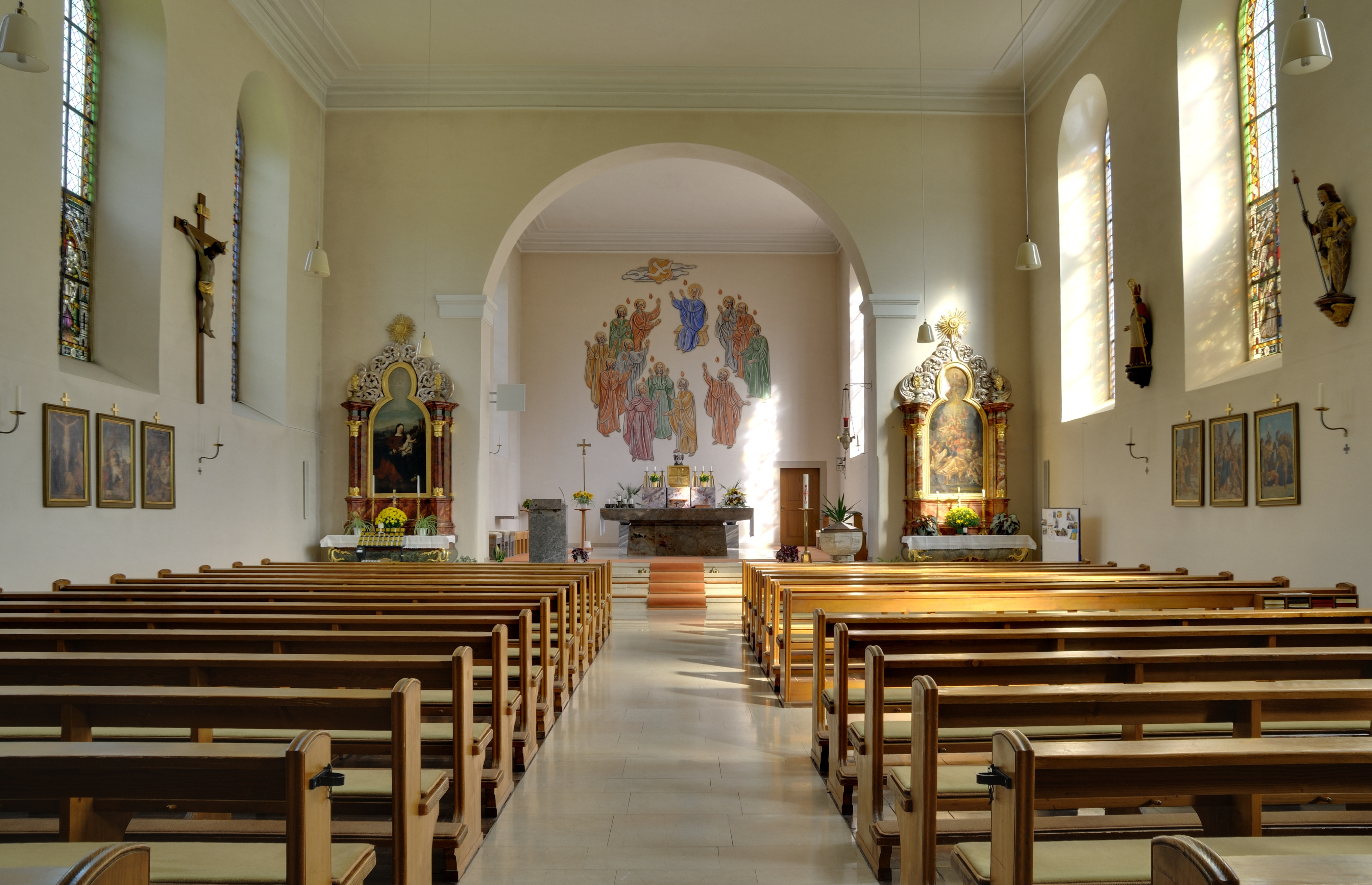
Innenraum

Der Innenraum ist mit einer flachen Decke eingedeckt. Am Hauptportal befindet sich die Orgelempore. Chor und Langhaus sind über einen halbrunden Triumphbogen miteinander verbunden. Beidseitig des Triumphbogens steht je ein Seitenaltar. Der linke zeigt Maria mit Kind in einer Landschaft. Der rechte stammt ursprünglich aus der St.-Josefs-Kapelle von St. Peter im Schwarzwald. Das Altarblatt von Simon Göser stellt den Tod des heiligen Josef dar.
Im Langhaus befinden sich vierzehn gerahmte Darstellungen des Kreuzweges sowie eine Statue des heiligen Wolfgang. Das Deckenfresko ist eine Kopie von Albrecht Dürers Allerheiligenbild.

### Glocken und Orgel
Das dreistimmige Geläut setzt sich wie folgt zusammen:
| Name         | Schlagton | Gussjahr | Gießerei              |
| ------------ | --------- | -------- | --------------------- |
| St. Barbara  | as′       | 1949     | Albert Junker, Brilon |
| Ave Maria    | c′        | 1949     | Albert Junker, Brilon |
| St. Wolfgang | es″       | 1923     | Benjamin Grüninger    |

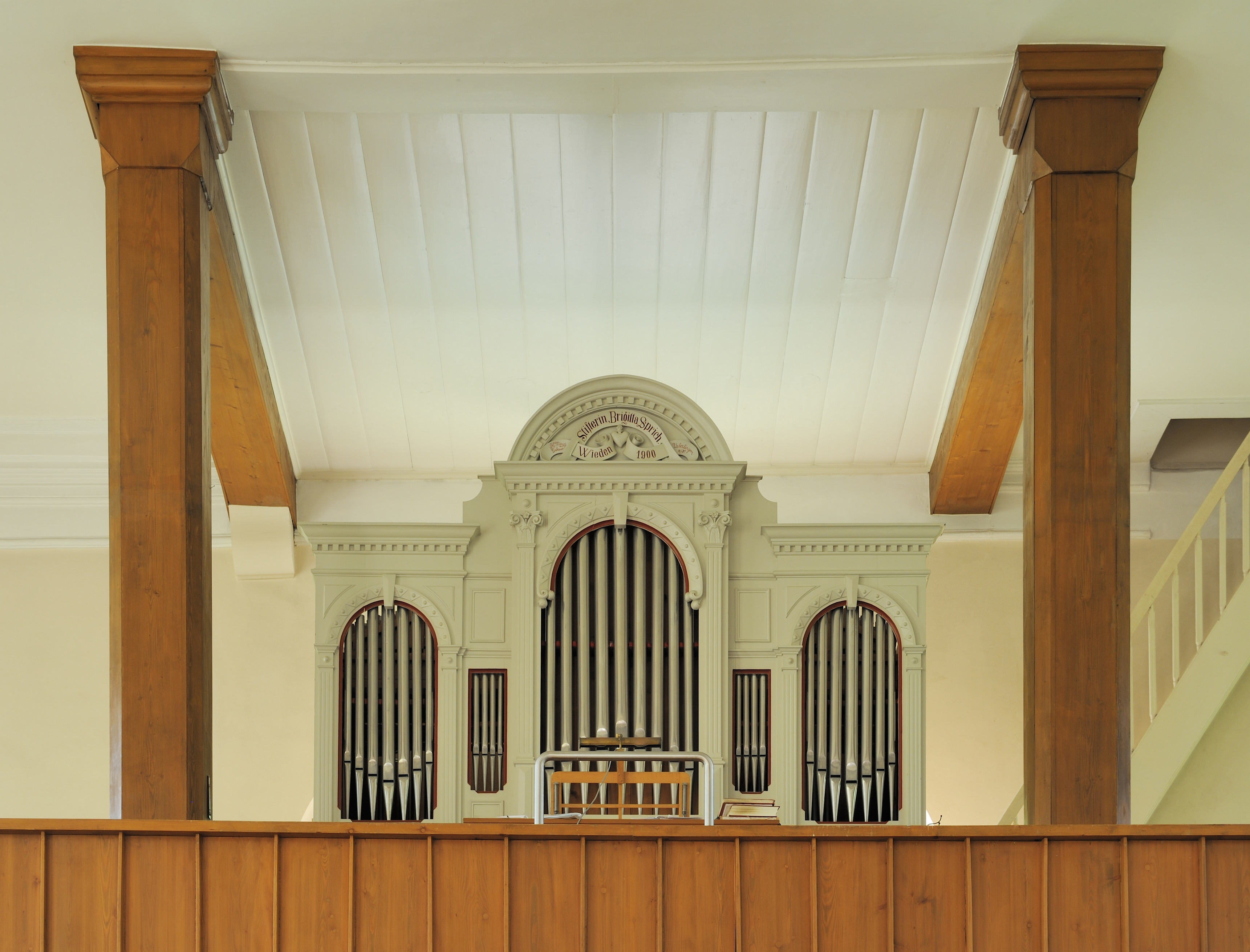
Orgel

Die erste Orgel wurde von Martin Braun errichtet. Ihr genaues Baujahr ist unbekannt. Durch eine Stiftung von Brigitta Sprich – Name der Stifterin mittig auf dem Orgelprospekt gemalt – wurde 1901 ein neues Werk ermöglicht, das durch die Werkstätte Xaver Mönch in Überlingen eingebaut wurde. Das Instrument verfügte über Membranladen, ein Manual, ein Pedal und zwölf Register und hatte eine pneumatische Spiel- und Registertraktur. 1959 wurde die Orgel zweimanualig umgebaut und 1977 grundlegend renoviert.